# Умереть молодым
«Умереть молодым» (англ. Dying Young) — американская мелодрама.

## Сюжет
Девушка Хилари из бедного квартала живёт простой и немного вульгарной жизнью. Как-то раз она застаёт своего парня в постели с другой женщиной. Хилари бросает его и переезжает жить к маме. Спустя несколько дней она находит объявление в газете, что требуется медсестра — сиделка. Она устраивается на эту работу к Виктору — молодому человеку из богатой семьи, образованному, тонкому, талантливому. Виктор проходит курс лечения от лейкемии.
Виктор влюбляется в Хилари. Вскоре, он открывается в своих чувствах, они взаимны. Лечение пройдено, Виктор и Хилари решают уехать подальше, чтобы ничто не напоминало о болезни… На новом месте Виктор явно идёт на поправку, у него начинают расти волосы, а его любовь с Хилари расцветает с каждым днём… Каждый из героев открывает другому абсолютно новый мир, неизведанный и прекрасный.
Однако вскоре выясняется, что тайно от Хилари Виктор продолжает принимать лекарства, он скрыл от неё, что лечение не закончено, он просто не хотел быть рядом с той, кого любит, слабым и больным… Хилари замечает ухудшение здоровья Виктора и связывается с его отцом, который, приехав, раскрывает истинное положение здоровья своего сына.

## В ролях
- Джулия Робертс — Хилари О’Нил
- Кэмпбелл Скотт — Виктор Геддис
- Винсент Д’Онофрио — Гордон
- Коллин Дьюхерст — Эстелль Уиттьер
- Дэвид Сэлби — Ричард Геддис
- Эллен Бёрстин — Миссис О’Нил
- Дион Андерсон — Каппи
- Джордж Мартин — Малачи
- Эй. Джей. Джонсон — Шона
- Дэниэл Бир — Дэнни

## Музыка
Оригинальную музыкальную партитуру написал Джеймс Ньютон Ховард James Newton Howard, а главную песню «Theme from Dying Young» исполнил американский саксофонист Кенни Джи, она была номинирована на премию Грэмми в категории Лучшее инструментальное поп-исполнение. Саундтрек был выпущен 2 июля 1991 года компанией Arista Records.
| №                   | Название                            | Исполнитель                   | Длительность |
| ------------------- | ----------------------------------- | ----------------------------- | ------------ |
| 1.                  | «Theme from Dying Young»            | Kenny G                       | 4:00         |
| 2.                  | «Driving North/Moving In»           | James Newton Howard / Kenny G | 4:15         |
| 3.                  | «The Clock»                         | James Newton Howard           | 1:23         |
| 4.                  | «Love Montage»                      | James Newton Howard           | 2:56         |
| 5.                  | «The Maze»                          | James Newton Howard           | 2:38         |
| 6.                  | «All the Way»                       | Jeffrey Osborne               | 3:30         |
| 7.                  | «Hillary's Theme»                   | James Newton Howard / Kenny G | 3:08         |
| 8.                  | «Victor Teaches Art»                | James Newton Howard           | 1:22         |
| 9.                  | «The Bluff»                         | James Newton Howard           | 0:59         |
| 10.                 | «San Francisco»                     | James Newton Howard           | 2:03         |
| 11.                 | «Victor»                            | James Newton Howard           | 1:39         |
| 12.                 | «All the Way»                       | King Curtis                   | 5:29         |
| 13.                 | «I'll Never Leave You (Love Theme)» | James Newton Howard / Kenny G | 2:55         |
| Общая длительность: | Общая длительность:                 | Общая длительность:           | 36:17        |